# York Höller
York Höller (Leverkusen, 11 de gener de 1944) és un compositor alemany, professor de composició a la Hochschule für Musik de Colònia. Entre les seves obres destaca l'òpera Der Meister und Margarita (1989), basada en la novel·la de Mikhaïl Bulgàkov El mestre i
Höller va estudiar entre 1963 i 1970 a la Musikhochschule de Colònia. Va tenir com a professors de composició a Joachim Blume i a Bernd Alois Zimmermann, de piano a Else Schmitz-Göhr i a Alfons Kontarsky, i de direcció orquestral a Wolfgang von der Nahmer. Al temps, també va estudiar musicologia i filosofia a la Universitat de Colònia. Va completar la seva educació musical amb Pierre Boulez en els Cursos d'Estiu de Darmstadt.
Höller va treballar durant un breu període com a director d'assajos al Staatstheater de Bonn. Va freqüentar l'estudi electrònic de la Westdeutscher Rundfunk on, segons unes fonts, «va continuar els seus estudis amb Karlheinz Stockhausen» o «treballar en les seves pròpies obres per invitació de Stockhausen ». En qualsevol cas, va freqüentar a Stockhausen i va desenvolupar durant aquest període una forma peculiar de serialisme. Aviat les seves obres van tenir reconeixement internacional. A mitjans dels 70 va tenir encàrrecs de l'IRCAM i el 1989 la seva òpera Der Meister und Margarita (basada en la novel·la de Mikhaïl Bulgàkov) es va estrenar a l'Òpera Garnier.

## Carrera docent
De 1986 a 1990 Höller va fer classes d'Anàlisi i Teoria Musical a la Musikhochschule de Colònia. Després, va succeir a Stockhausen com a director artístic de l'Estudi de Música Electrònica de la WDR (1990-1999). El 1993 va acceptar la proposta de la Hochschule für Musik Hanns Eisler de Berlín per impartir classes de Composició. Alhora, va donar nombroses conferències i cursos de composició en institucions acadèmiques d'Europa i Amèrica. Des de 1991 York Höller és membre de l'Akademie der Künste de Berlín.

## Premis i distincions
Entre els nombrosos reconeixements que ha rebut York Höller destaquen:
- Premi Bernd Alois Zimmermann de la ciutat de Colònia.
- Förderpreis de Rin del Nord-Westfàlia.
- Premi de l'International Composers 'Fòrum de la Unesco.
- Premi Rolf Liebermann per compositors d'òpera.
- Orde de les Arts i les Lletres concedit pel Ministeri de Cultura de França el 1986.

## Obres
| Any                           | Obra                                       | Tipus d'obra                                                                   | Notes                                                                            |
| ----------------------------- | ------------------------------------------ | ------------------------------------------------------------------------------ | -------------------------------------------------------------------------------- |
| 1964                          | Fünf Stücke                                | per a piano                                                                    |                                                                                  |
| 1965 (rev. 1974)              | Diaphonie (Hommage à Béla Bartók)          | per a dos pianos                                                               |                                                                                  |
| 1966                          | Drei Fragmente                             | per a quartet de corda                                                         |                                                                                  |
|                               | Herbsttag                                  | per a soprano i vuit instruments                                               | text de Rainer Maria Rilke                                                       |
| 1967                          | Topic                                      | per a gran orquestra                                                           |                                                                                  |
| 1968                          | Sonata per a piano                         | (Sonate informelle)                                                            |                                                                                  |
| 1968/69                       | Sonate                                     | per a violoncel                                                                |                                                                                  |
| 1969                          | Epitaph                                    | per a violí i piano                                                            |                                                                                  |
| 1971/72                       | Horizont                                   | música electrònica                                                             |                                                                                  |
| 1972/74                       | Chroma                                     | per a gran orquestra i electrònica                                             |                                                                                  |
| 1973                          | Tangens                                    | per a violoncel, guitarra eléctrica, órgano o piano electrònic i sintetitzador |                                                                                  |
| 1975/76                       | Klanggitter                                | per a violoncel, piano, sintetitzador i cinta gravada                          |                                                                                  |
| 1977                          | Antiphon (quartet de corda)                | per a quartet de corda i electrònica                                           |                                                                                  |
| 1978                          | Arcus                                      | per a instruments i cinta gravada                                              |                                                                                  |
| 1979/80 (rev. 1989/1995/2003) | Mythos                                     | Sonetpara 13 instruments, batería i electrònica                                |                                                                                  |
| 1979                          | Moments musicaux                           | per a flauta i piano                                                           |                                                                                  |
| 1979/80 (rev. 1983)           | Umbra                                      | per a gran orquestra i cinta grabada                                           |                                                                                  |
| 1981                          | Résonance                                  | per a petita orquestra i cinta gravada.                                        |                                                                                  |
| 1982                          | Pas de trois                               | per a viola, violoncel i contrabaix                                            |                                                                                  |
| 1982                          | Schwarze Halbinseln                        | per a gran orquestra, intèrpret vocal i electrònica.                           |                                                                                  |
| 1983                          | Traumspiel                                 | Sonet per a soprano, gran orquestra, cinta grabada i electrònica en viu        | text d'August Strindberg                                                         |
| 1983/84                       | Pianokonzert en dos moviments              | per a piano i orquestra                                                        |                                                                                  |
| 1984-89                       | Der Meister i Margarita                    | Òpera en dos actes                                                             | Basada en la novel·la de Mikhaïl Bulgàkov                                        |
| 1985                          | Magische Klanggestalt                      | per a gran orquestra                                                           |                                                                                  |
| 1985                          | Improvisation sur le nom de Pierre Boulez  | per a 16 instruments                                                           |                                                                                  |
| 1986                          | Sonate per a piano (Hommage à Franz Liszt) | en dos moviments                                                               |                                                                                  |
| 1989 (rev. 1997)              | Fanal                                      | per a trompeta i petita orquestra                                              |                                                                                  |
| 1990-93                       | Pianokonzert als Repuiem, Pensées          | per a piano, gran orquestra i electrònica en directe                           |                                                                                  |
| 1991                          | Margaritas Traum                           | per a gran orquestra i cinta gravada                                           | Escenes de l'òpera "El Mestre i Margarida", basada en l'obra de Mikhaïl Bulgàkov |
| 1991-93                       | Aura                                       | per a gran orquestra                                                           |                                                                                  |
| 1993                          | Pas de deux                                | per a violoncel i piano                                                        |                                                                                  |
| 1994/95                       | Tagträume                                  | set sonets per a violí, violoncel i piano                                      |                                                                                  |
| 1995-2003                     | Monogramme                                 | 14 peces per a piano                                                           |                                                                                  |
| 1996                          | Partita                                    | per a dos pianos                                                               |                                                                                  |
| 1996                          | Double                                     | per a gran orquestra i dos MIDI-Harfen                                         |                                                                                  |
| 1996                          | Gegenklänge                                | per a 18 instruments                                                           |                                                                                  |
| 1997                          | quartet de corda                           | per a quartet de corda                                                         |                                                                                  |
| 1998/99                       | Aufbruch                                   | per a gran orquestra                                                           |                                                                                  |
| 1998-2000                     | Der ewige Tag                              | per a cor femení i gran orquestra                                              |                                                                                  |
| 1999                          | Widerspiel                                 | per a dos pianos i orquestra                                                   |                                                                                  |
| 2000/01                       | Ex Tempore                                 | per a nou instruments                                                          |                                                                                  |
| 2001                          | Trias                                      | per a saxòfon alt, piano i batería                                             |                                                                                  |
| 2002/03                       | Klangzeichen                               | per a quintet de vent i piano                                                  |                                                                                  |
| 2003                          | Scan                                       | per a flauta sola                                                              |                                                                                  |
| 2005                          | Monogramme                                 | per a piano                                                                    |                                                                                  |
| 2006                          | Sphären                                    | per a gran orquestra                                                           |                                                                                  |
| 2006                          | Fluchtpunkte                               | per a cinc instruments                                                         |                                                                                  |
| 2007                          | Zwiegestalt                                | per a piano i quartet de corda                                                 |                                                                                  |

## Escrits de York Höller
- HÖLLER, York: «Gestaltkomposition oder Die Konstruktion des Organischen» en Neuland Jahrbuch II, 1981/82, pàg. 140–43. Editor: Herbert Henck. Bergisch Gladbach: Neuland, 1982.
- HÖLLER, York:«Composition of the Gestalt, or the Making of the Organism». Traducido al inglés por Nigel Osborne. Contemporary Music Review 1, Nº 1 (1984: Musical Thought at IRCAM): 35–40.
- 1989. «Resonance: Composition Today». Traducido al inglés por Nigel Osborne. Contemporary Music Review 1, Nº 1 (1984: Musical Thought at IRCAM): 67–76, 1989.
- HÖLLER, York: Fortschritt oder Sackgasse? Kritische Betrachtungen zum frühen Serialismus. Saarbrücken: Pfau-Verlag,1994.
- HÖLLER, York:Klanggestalt—Zeitgestalt. Texte und Kommentare 1964–2003. Musik der Zeit 10. Editado por Reinhold Dusella. Berlin: Boosey und Hawkes, 2004 (Texto) ISBN 3-7931-1697-2, i Bote und Bock (Música) ISMN M-2025-2231-8